# Père Lachaise (metrostation)
Père Lachaise is een station van de metro in Parijs langs de metrolijnen 2 en 3 in het 11e en 20e arrondissement. Bij het station ligt de grootste begraafplaats van Parijs: Cimetière du Père-Lachaise.
Porte Dauphine · 
Victor Hugo · 
Charles de Gaulle - Étoile · 
Ternes · 
Courcelles · 
Monceau · 
Villiers · 
Rome · 
Place de Clichy · 
Blanche · 
Pigalle · 
Anvers · 
Barbès - Rochechouart · 
La Chapelle · 
Stalingrad · 
Jaurès · 
Colonel Fabien · 
Belleville · 
Couronnes · 
Ménilmontant · 
Père Lachaise · 
Philippe Auguste · 
Alexandre Dumas · 
Avron · 
Nation
Pont de Levallois - Bécon · 
Anatole France · 
Louise Michel · 
Porte de Champerret · 
Pereire · 
Wagram · 
Malesherbes · 
Villiers · 
Europe · 
Saint-Lazare · 
Havre - Caumartin · 
Opéra · 
Quatre-Septembre · 
Bourse · 
Sentier · 
Réaumur - Sébastopol · 
Arts et Métiers · 
Temple · 
République · 
Parmentier · 
Rue Saint-Maur · 
Père Lachaise · 
Gambetta · 
Porte de Bagnolet · 
Gallieni